# Oxyprosopus neavei
Oxyprosopus neavei är en skalbaggsart som beskrevs av Aurivillius 1914. Oxyprosopus neavei ingår i släktet Oxyprosopus och familjen långhorningar.
Artens utbredningsområde är Kenya. Inga underarter finns listade i Catalogue of Life.